# Dicologlossa hexophthalma
Dicologlossa hexophthalma är en fiskart som först beskrevs av Bennett, 1831.  Dicologlossa hexophthalma ingår i släktet Dicologlossa och familjen tungefiskar. Inga underarter finns listade i Catalogue of Life.